# Копылков, Михаил Андреевич
Михаил Андреевич Копылков (9 августа 1946, Ленинград — 13 марта 2023, Санкт-Петербург) — советский и российский художник, работавший как в жанре керамической скульптуры, так и во многих других направлениях изобразительного искусства. М. А. Копылков сыграл ключевую роль в становлении «Ленинградской керамики», как нового направления советского искусства.

## Биография
Родился 9 августа 1946 года в Ленинграде.
Окончил Ленинградское Высшее художественно-промышленное училище имени В. И. Мухиной, кафедра керамики и стекла (1969), руководитель диплома — профессор Васильковский В. С.
С 1968 года — участвовал в отечественных и зарубежных выставках и конкурсах.
1969—1971 годах — преподаватель основ керамики в Детской художественной школе (Ленинград). В 1971—1996 годах работал художником экспериментальных керамических мастерских Ленинградского отделения Художественного фонда СССР.
С 1975 года — член СХ СССР, РФ. В 1977—1986 годах — координатор двух выставок «Ленинградская керамика» (1977, 1982); девяти выставок «Одна композиция» (1977—1985), выставки «Ленинградская керамика сегодня» (Рига, 1986). В 1981—1986 годах — член бюро, зам. председателя секции ДПИ ЛОСХа.
1984 год — руководитель Всесоюзной творческой группы керамистов в ДТХ «Дзинтари» (Лат. ССР).
1988 год — руководитель (совместно с П. Мартинсоном) Всесоюзного симпозиума ландшафтной керамики (Ташкент).
В 1988—1989 годах — зав. кафедрой ХКиС ЛВХПУ. Член ГАК СПбХПА имени А. Л. Штиглица. С 1996 года — художник издательства «Редкая книга из Санкт-Петербурга».

## Награды
- 1978 — Золотая медаль VI Международного конкурса керамики (Валлорис, Франция).
- 1978 — Диплом СХ СССР.
- 1988 — Премия Всесоюзного симпозиума ландшафтной керамики (Ташкент).
- 1998 и 2003 — Лауреат выставок «Петербург» в ЦВЗ «Манеж», СПб.
- 2007 — Золотая медаль Российской Академии Художеств.

## Коллекции
- Эрмитаж
- Государственный Русский музей
- Елагин дворец
- МПИ СПб ГХПА
- ГМК «Кусково»
- ГМЗ «Царицыно»
- Коллекция МК РФ
- Сергиево-Посадский государственный историко-художественный музей-заповедник
- Омский областной музей изобразительных искусств им. М. А. Врубеля
- Худ. музеи Астрахани (Калининграда)
- Художественно-краеведческий музей (Сумы, Украина)
- Международный музей керамики (Кечкемет, Венгрия)
- Музей керамики «Дворец Перабо» (Лавено Момбелло, Италия)
- Музей искусств Университета Северной Аризоны (Флагстафф, США)
- Коллекция издательского дома «Искусство и ремесла», г. Сеул, Южная Корея
- Музей фарфора и шахмат, г. Санкт-Петербург

Отечественные и зарубежные частные собрания и коллекции различных учреждений

## Персональные выставки
- 1981 — «12 композиций» — Елагиноостровский дворец-музей
- 2006 — «Декалог» — Государственный Эрмитаж
- 2024 — мемориальная выставка в Большом зале Санкт-Петербургского Союза художников[3].